# NCSM Kelowna (J261)
Le NCSM Kelowna (pennant number J261) (ou en anglais HMCS Kelowna) est un dragueur de mines de la Classe Bangor lancé pour la Marine royale canadienne (MRC) et qui a servi pendant la Seconde Guerre mondiale.

## Conception
Le Kelowna est commandé, dans le cadre du programme de la classe Bangor de 1940-41, au chantier naval de Prince Rupert Dry Dock and Shipyards de Prince Rupert en Colombie-Britannique au Canada. La pose de la quille est effectuée le 27 décembre 1940, le Kelowna est lancé le 28 mai 1941 et mis en service le 5 février 1942.
La classe Bangor doit initialement être un modèle réduit de dragueur de mines de la classe Halcyon au service de la Royal Navy,. La propulsion de ces navires est assurée par trois types de motorisation : moteur diesel, moteur à vapeur à pistons (double et triple expansions) et turbine à vapeur. Cependant, en raison de la difficulté à se procurer des moteurs diesel, la version diesel a été réalisée en petit nombre.
Les dragueurs de mines de classe Bangor version canadienne déplacent 683 tonnes en charge normale. Afin de pouvoir loger les chaufferies, ce navire possèdent des dimensions plus grandes que les premières versions à moteur diesel avec une longueur totale de 54,9 mètres, une largeur de 8,7 mètres et un tirant d'eau de 2,51 mètres. Ce navire est propulsé par deux moteurs alternatifs verticaux à triple détente alimentés par deux chaudières à tubes d'eau à trois tambours Admiralty et entraînant deux arbres d'hélices. Le moteur développe une puissance de 2 400 chevaux-vapeur (1 790 kW) et atteint une vitesse maximale de 16 nœuds (30 km/h).
Leur manque de taille donne aux navires de cette classe de faibles capacités de manœuvre en mer, qui seraient même pires que celles des corvettes de la classe Flower. Les versions à moteur diesel sont considérées comme ayant de moins bonnes caractéristiques de maniabilité que les variantes à moteur alternatif à faible vitesse. Leur faible tirant d'eau les rend instables et leurs coques courtes ont tendance à enfourner la proue lorsqu'ils sont utilisés en mer de face.
Les navires de la classe Bangor sont également considérés comme exiguës pour les membres d'équipage, entassant 6 officiers et 77 matelots dans un navire initialement prévu pour un total de quarante.

## Histoire

### Seconde Guerre mondiale
Le Kelowna  est mis en service dans la Marine royale canadienne le 5 février 1942 à Prince Rupert en Colombie-Britannique.
Le Kelowna passe toute la guerre sur la côte Pacifique du Canada. Pendant la guerre, le dragueur de mines est parfois affecté à la Prince Rupert Force (Force de Prince Rupert), l'unité d'escorte et de patrouille opérant depuis Prince Rupert, ou à la Esquimalt Force (Force d'Esquimalt), l'unité de patrouille et d'escorte opérant depuis Esquimalt, en Colombie-Britannique. Le Kelowna est l'un des navires de guerre ajoutés à la force de patrouille de la côte Ouest après l'attaque japonaise sur Pearl Harbor. La principale tâche des dragueurs de mines de la classe Bangor après leur mise en service sur la côte Ouest était d'effectuer la Western Patrol (patrouille occidentale). Celle-ci consiste à patrouiller la côte Ouest de l'île de Vancouver, à inspecter les bras de mer et les détroits et à passer les îles Scott pour se rendre dans le canal Gordon à l'entrée du détroit de la Reine-Charlotte et de revenir au point de départ.
Le dragueur de mines est désarmé le 22 octobre 1945 à Esquimalt.

### Après-guerre
En 1946, le navire est vendu pour être transformé en navire marchand et devient le cargo Condor de 664 tonneaux de jauge brute,.
En 1950, le navire est rebaptisé Hung Hsin et est inscrit au Lloyd's Register jusqu'en 1950,. Le Miramar Ship Index fait apparaître le cargo Hung Hsin en 1946, appartenant à la Chung Yuan SN Co. et enregistré à Shanghai. En 1950, le Hung Hsin est vendu à la Transcontinental Corporation, et rebaptisé Condor et enregistré à Monrovia, au Liberia. Le Condor est démantelée à Hong Kong à partir du 13 janvier 1951.

### Participation auxconvois
Le Kelowna n'a navigué avec aucun convoi au cours de sa carrière.

### Commandement
- Lieutenant (Lt.) George Alexander Victor Thomson (RCNR) du 5 février 1942 au 4 août 1943
- Skipper/Lieutenant (Skpr/Lt.) Henry Ernest Lade (RCNR) du 5 août 1943 au 21 novembre 1943
- Lieutenant Commander (Lt.Cdr.) Robert Baird Campbell (RCNR) du 22 novembre 1943 à 11 janvier 1944
- Skipper/Lieutenant (Skpr/Lt.) Claude Lane Campbell (RCNR) du 12 janvier 1944 au 22 octobre 1945

Notes:
RCNR: Royal Canadian Naval Reserve